# Betty Who
Jessica Anne Newham (Sídney, Nueva Gales del Sur; 5 de octubre de 1991), conocida por su nombre artístico Betty Who, es una músico, cantante y compositora australiana-estadounidense. Después de lanzar de forma independiente su sencillo debut, "Somebody Loves You" (2012), y su primer EP, The Movement (2013), firmó con RCA Records y luego lanzó su álbum de estudio debut, Take Me When You Go (2014). Su segundo álbum de estudio, The Valley (2017), vio el éxito comercial de su versión de "I Love You Always Forever", que alcanzó su punto máximo dentro del top ten en Australia y alcanzó la cima de la lista Billboard Dance Club Songs en los Estados Unidos.
Who hizo su debut en Broadway en Hadestown en el Teatro Walter Kerr el 5 de septiembre de 2023. Interpretó el papel de Perséfone hasta el 4 de febrero de 2024.

## Primeros años
Jessica Anne Newham nació en Sídney, Australia, donde vivió hasta mediados de su adolescencia. Formada desde los cuatro años como violonchelista, se mudó a los Estados Unidos en 2007 para asistir al Interlochen Center for the Arts en Míchigan.
Newham también es autodidacta en piano y guitarra, escribió sus primeras canciones a los 14 años y comenzó a actuar como cantautora dos años después. Su nombre artístico proviene del título de una canción que compuso a los 16 años sobre el amor no correspondido.
Después de la escuela en Ascham en Sídney y Frensham en Southern Highlands, Nueva Gales del Sur, Newham asistió al Berklee College of Music en Boston. Durante su primer semestre, conoció al productor Peter Thomas, que también asistía a Berklee. Thomas sugirió combinar la composición de Newham con un estilo de producción más onírico y antémico. Los dos comenzaron a escribir material nuevo juntos y desarrollaron el sonido de Newham durante los siguientes dos años.

## Carrera
Betty Who lanzó su canción debut "Somebody Loves You" en 2012. La composición ganó popularidad en Internet. Posteriormente lanzó un video musical y un remix de la canción con FM Attack. Su primer EP titulado "The Movement" fue lanzado en 2013. Poco después, firmó con RCA Records. El 11 de septiembre de 2013, Spencer Stout subió un vídeo a YouTube de su versión de la canción de Who "Somebody Loves You". Poco después, el vídeo se volvió viral y la canción alcanzó el puesto 44 en las listas de iTunes y la cima en las listas de Billboard Hot Dance Club Songs. El EP debut, "The Movement", fue lanzado el 17 de abril de 2013. Lanzó otro EP titulado "Slow Dancing" en 2014. El primer sencillo de este EP, titulado "Heartbreak Dream", fue lanzado en iTunes y Google Play el 18 de febrero de 2014.
Su álbum, Take Me When You Go, fue lanzado en 2014. "All of You" encabezó la lista Billboard Dance Songs.  El 3 de junio de 2016, lanzó una versión de "I Love You Always Forever" de Donna Lewis. Encabezó la lista Billboard Dance Songs y alcanzó el puesto número 6 en la lista ARIA Singles. El 24 de marzo de 2017 se lanzó su segundo álbum, The Valley.
El 19 de enero de 2018, Betty lanzó "Ignore Me", su primer sencillo desde que dejó RCA Records  Poco después, lanzó una versión de "Come Into My World" de Kylie Minogue. La composición fue lanzada especialmente en el álbum recopilatorio de Amazon Music. En 2018, remezcló "All Things (Just Keep Getting Better)" de Widelife para el programa de Netflix "Queer Eye". Su tercer EP, "Betty, Pt. 1", se lanzó el 15 de junio de 2018. Del trabajo se lanzaron dos sencillos "Ignore Me" y "Look Back". Poco después, lanzó el sencillo "Between You & Me" el 14 de noviembre de 2018. A esto le siguió otro sencillo "I Remember" el 10 de enero de 2019.
Hizo su debut actoral en septiembre de 2020 en la película "Unpregnant". En 2022 se convirtió en el presentador del reality show "The One That Got Away". El 3 de junio de 2022 lanzó un nuevo sencillo "Blow Out My Candle". La composición se convirtió en el sencillo principal de su cuarto álbum, que se lanzará a finales de 2022. A esto le siguió el nuevo sencillo “Big!" Más tarde.

## Arte
Who es una contralto, con una entrega vocal que ha sido descrita como "entrecortada". Como multiinstrumentista, Who ha tocado el violonchelo, el piano y la guitarra desde la infancia, habiendo aprendido las dos últimas por sí misma. Varios críticos han señalado que las canciones de Who, particularmente sus primeros trabajos, están fuertemente influenciadas por la música de los años 80, con la propia cantante admitiendo que está fuertemente sesgada hacia el "synth-pop de los años 80 de gran sonido", un sonido que ella y su socio de composición y producción Peter Thomas pasaron dos años y medio cultivando. El crítico musical del Phoenix New Times, Benjamin Leatherman, describió a Who como "igualmente influenciada por la música sintetizada de los 80 y el dance-pop de los 90 como por el estilo de producción maximalista de Max Martin". La biógrafa de AllMusic, Heather Phares, dijo que la cantante "hace música pop de gran corazón" mientras "toma prestados sonidos y estilos de los 80 en adelante y les pone su propio sello alegre". La artista ha descrito su enfoque a la composición de canciones como "tomar influencias de la música [pasada] y mezclarla con las emociones que realmente estoy viviendo". Who también ha citado a actos pop de los 90 como Britney Spears y los Backstreet Boys como influencias musicales, con Spears sirviendo como una de varias fuentes eclécticas de inspiración para su tercer álbum, Betty. Evan Sawdey de PopMatters resumió su trabajo como "una celebración simplificada y en tonos pastel de sus ídolos dance-pop favoritos".
Who es principalmente una cantante de pop, dance-pop y synth-pop, lo que contrasta marcadamente con su educación y formación en música clásica, CBS News describió su álbum debut Take Me When You Go como una combinación de "éxitos de baile, canciones de amor y baladas, todo con un toque de sintetizador, batería y teclado", mientras que Betty fue su trabajo musicalmente más diverso en el momento del lanzamiento. Josh Rogosin de NPR, quien se desempeñó como ingeniero de audio para el Tiny Desk Concert de Who en 2019, observó que "Cuando se elimina toda la producción de estudio, lo que queda son melodías intrincadas que se elevan a través del impresionante rango vocal de Betty y letras identificables". Según Sam Lansky de Idolator, con frecuencia combina letras desgarradoras con melodías contagiosas, coraje y ganchos "masivos", mientras que AXS dijo que "pinta cuadros con una honestidad hipnótica y sentida". El estilo musical y el arte de Who han sido comparados con artistas femeninas como Cyndi Lauper, Robyn Pink Katy Perry, Madonna y Whitney Houston con la muerte de Houston en 2012 inspirándola a escribir su sencillo debut "Somebody Loves You". Who también ha citado a las prolíficas cantautoras Joni Mitchell y Carole King como influencias para la composición de canciones, así como a las cantautoras Missy Higgins e Ingrid Michaelson. Who recordó que, al principio de su carrera, la acusaron de no ser original por parecerse demasiado a Pink, en gran parte debido a sus peinados similares, y cree que las artistas femeninas están sujetas a una expectativa de ser originales que los artistas masculinos no experimentan.
La producción de Who ha sido generalmente aclamada por los críticos musicales y la prensa. En 2013, Lansky la aclamó como "la próxima gran estrella del pop", antes de que lanzara un álbum de larga duración. Después de su exitoso debut, en 2014 Edward Helmore de The Guardian aclamó a Who como "la última joven brillante que ofrece una lección sobre cómo construir una carrera con pocos de los componentes convencionales", describiéndola como "una cantante cuyo talento y seguidores ha llegado de forma natural, en lugar de bajo la dirección de un Svengali pop o un equipo de gestión que supervisa cada tuit o imagen de Instagram". Mientras tanto, el consultor musical Andy Gershon la etiquetó como "una estrella del pop accidental" debido a su autenticidad percibida y la forma en que inicialmente estableció una fuerte base de seguidores y fans con poca participación de una compañía discográfica. Comparando su perfil público y potencial con el de la dance-pop contemporánea Carly Rae Jepsen, Sawdey observó que Who sigue estando lejos del éxito general a pesar de las críticas positivas y de agotar constantemente las entradas en lugares más pequeños, describiéndola como "un secreto pop culpable que solo unos pocos conocían".
Who cita a la actriz Marilyn Monroe como una de sus principales inspiraciones en la moda, y atribuye su tamaño a ayudarla a apreciar su propio tipo de cuerpo.

## Vida personal
Who se describe a sí misma como una "mujer queer y bisexual". En 2014, Who comenzó a salir con el fotógrafo Zak Cassar, hijo del director y productor Jon Cassar. La pareja anunció su compromiso el 21 de noviembre de 2017. Se casaron en 2020. Who tiene doble nacionalidad, australiana y estadounidense.

## Discografía

### Álbumes de estudio
- 2014 - Take Me When You Go
- 2017 - The Valley
- 2019 - Betty
- 2022 - BIG!

### EP
- 2013 - The Movement
- 2014 - Slow Dancing
- 2014 - Spotify Sessions
- 2014 - Worlds Apart
- 2018 - Betty, Pt. 1

### Singles
- 2012 - Somebody Loves You
- 2014 - Heartbreak Dream
- 2015 - All of You
- 2016 - I Love You Always Forever
- 2016 - Human Touch
- 2017 - Some Kinda Wonderful
- 2017 - Between You and Me

## Premios y nominaciones
| Año  | Asociación        | Categoría          | Trabajo nominado | Resultado |
| ---- | ----------------- | ------------------ | ---------------- | --------- |
| 2014 | NewNowNext Awards | Mejor músico nuevo | Ella misma       | Ganadora  |